# The Crash (film, 1928)
Pour les articles homonymes, voir The Crash.
Pour plus de détails, voir Fiche technique et Distribution.
The Crash est un film américain réalisé par Edward F. Cline, sorti en 1928 et produit par First National Pictures.

## Fiche technique
- Réalisation : Edward F. Cline
- Scénario : Dwinelle Benthall, Charles Kenyon
- Producteur : Richard A. Rowland
- Photographie : Ted D. McCord
- Montage : Alexander Hall
- Durée : 80 minutes
- Date de sortie : 7 octobre 1928 (USA)

## Distribution
- Milton Sills : Jim Flannagan
- Thelma Todd : Daisy McQueen
- Wade Boteler : Pat Regan
- William Demarest : Louie
- Fred Warren : Corbett
- Sylvia Ashton  : Mrs. Carleton
- DeWitt Jennings : Supt. Carleton